# ベラ・バザロワ
ベラ・エヴゲニエヴナ・バザロワ（ロシア語: Ве́ра Евге́ньевна База́рова, ラテン文字転写: Vera Evgenievna Bazarova、1993年1月28日 - ）は、ロシア出身の女子フィギュアスケート選手（ペア）。パートナーはアンドレイ・デプタト、ユーリ・ラリオノフ。
2010年バンクーバーオリンピック、2014年ソチオリンピックロシア代表、2012年ヨーロッパ選手権2位、2012年グランプリファイナル2位、2012年ロシア選手権優勝、2007年世界ジュニアフィギュアスケート選手権2位。

## 経歴
ロシアのエカテリンブルクに生まれ、4歳ころにスケートを始めた。のちにユーリ・ラリオノフとペアを結成し、2006-2007年シーズンよりISUジュニアグランプリに参戦を果たした。JGPスピンオブノルウェーで4位、JGP台湾杯で2位となり、初進出のJGPファイナルでは7位となったものの、世界ジュニア選手権では2位となる。
2007-2008年シーズンはISUジュニアグランプリのJGPジョン・カリー記念で優勝、シニアクラスのISUグランプリシリーズスケートアメリカにも参戦し3位と躍進する。しかし優勝を果たしたはずのJGPファイナルで、競技前に実施されたドーピング検査でパートナーのラリオノフに陽性反応があり失格、2年間の出場停止が課せられた。
ペナルティが課されたのはラリオノフであったがバザロワはペア解消を望まず活動を休止。出場停止がとけた2009年のロステレコム杯で4位、ロシア選手権で3位になり、ロシア代表としてヨーロッパ選手権、バンクーバーオリンピック、世界選手権に出場した。
2010-2011シーズン、グランプリシリーズ2戦に初めて出場し、両大会ともに2位。グランプリファイナルに初出場を果たした。ヨーロッパ選手権では銅メダル獲得、世界選手権では5位入賞し前年よりも良い成績を残した。
2011-2012シーズン、ロシア選手権では初優勝。なお、この大会には前回大会の上位2組は出場していなかった。ヨーロッパ選手権では2年連続でメダルを獲得。ロシアの表彰台独占の一翼を担った。
2012-2013シーズン、ネーベルホルン杯のSPで臀部を負傷し棄権。一時は手術の可能性もあったが行わなかった。グランプリシリーズは予定通り出場し、ロステレコム杯で2位、NHK杯ではグランプリシリーズ初優勝、2年ぶりに出場のグランプリファイナルでは2位。ロシア選手権はラリオノフの靴のトラブルのために欠場。つづくヨーロッパ選手権はラリオノフの手首の怪我のために欠場。3月にはニーナ・モーゼルにコーチを変更した。
2013-2014シーズン、ソチオリンピックに出場し6位に入賞するも、その後の世界選手権後にラリオノフとの解散及びモーゼルのチームを離れることが発表された。4月9日にはアンドレイ・デプタトとのペア結成が発表された。また、コーチをオレグ・ワシリエフに変更した。
2016年11月17日、デプタトとのペア解消が発表された。

## 主な戦績
- アンドレイ・デプタトとのペア

| 大会/年            | 2014-15 | 2015-16 |
| ------------------ | ------- | ------- |
| ロシア選手権       | 5       | 6       |
| GP NHK杯           | 4       | 4       |
| GPスケートカナダ   |         | 6       |
| GP中国杯           | 4       |         |
| CSロンバルディア杯 | 3       |         |
| チロル杯           |         | 1       |
| ユニバーシアード   | 4       |         |
| ニース杯           | 2       |         |

- ユーリ・ラリオノフとのペア

| 大会/年              | 2006-07 | 2007-08 | 2008-09 | 2009-10 | 2010-11 | 2011-12 | 2012-13 | 2013-14 |
| -------------------- | ------- | ------- | ------- | ------- | ------- | ------- | ------- | ------- |
| 冬季オリンピック     |         |         |         | 11      |         |         |         | 6       |
| 世界選手権           |         |         |         | 8       | 5       | 6       | 7       | 7       |
| 欧州選手権           |         |         |         | 5       | 3       | 2       |         | 3       |
| 世界国別対抗戦       |         |         |         |         |         | T5 / P1 |         |         |
| ロシア選手権         | 7       | 6       |         | 3       | 3       | 1       |         | 2       |
| GPファイナル         |         |         |         |         | 5       |         | 2       |         |
| GPエリック杯         |         |         |         |         | 2       | 2       |         | 4       |
| GPロステレコム杯     |         |         |         | 4       |         |         | 2       | 2       |
| GP NHK杯             |         |         |         |         | 2       |         | 1       |         |
| GPスケートアメリカ   |         | 3       |         |         |         | 5       |         |         |
| NRW杯                |         |         |         |         |         |         |         | 1       |
| ネーベルホルン杯     |         |         |         |         | 1       | 2       | 棄権    |         |
| 世界Jr.選手権        | 2       |         |         |         |         |         |         |         |
| JGPファイナル        | 7       | 失格    |         |         |         |         |         |         |
| JGP J.カリー記念     |         | 1       |         |         |         |         |         |         |
| JGP B.シュベルター杯 |         | 2       |         |         |         |         |         |         |
| JGP台湾杯            | 2       |         |         |         |         |         |         |         |
| JGP S.ノルウェー     | 4       |         |         |         |         |         |         |         |

### 詳細
| 2015-2016 シーズン       |                                                      |         |          |          |
| 開催日                   | 大会名                                               | SP      | FS       | 結果     |
| 2016年3月9日 - 13日      | 2016年チロル杯（インスブルック）                     | 1 64.91 | 1 126.34 | 1 191.25 |
| 2015年12月23日 - 27日    | ロシアフィギュアスケート選手権（エカテリンブルク）   | 6 67.30 | 6 126.54 | 6 193.84 |
| 2015年11月27日 - 29日    | ISUグランプリシリーズ NHK杯（長野）                  | 4 64.06 | 5 117.64 | 4 181.70 |
| 2015年10月30日 - 11月1日 | ISUグランプリシリーズ スケートカナダ（レスブリッジ） | 5 57.02 | 6 99.13  | 5 156.15 |

| 2014-2015 シーズン    |                                                                                  |         |          |          |
| 開催日                | 大会名                                                                           | SP      | FS       | 結果     |
| 2015年2月4日 - 14日   | ユニバーシアード冬季競技大会（グラナダ）                                         | 3 59.07 | 4 104.79 | 4 163.86 |
| 2014年12月24日 - 28日 | ロシアフィギュアスケート選手権（ソチ）                                           | 4 60.98 | 6 111.75 | 5 172.73 |
| 2014年11月28日 - 30日 | ISUグランプリシリーズ NHK杯（門真）                                              | 4 59.62 | 4 106.08 | 4 165.70 |
| 2014年11月7日 - 9日   | ISUグランプリシリーズ 中国杯（上海）                                             | 4 56.85 | 4 109.59 | 4 166.44 |
| 2014年10月15日 - 19日 | 2014年ニース杯（ニース）                                                         | 3 47.46 | 1 104.64 | 2 152.10 |
| 2014年9月18日 - 21日  | ISUチャレンジャーシリーズ ロンバルディアトロフィー（セスト・サン・ジョヴァンニ） | 1 50.32 | 3 80.08  | 3 130.40 |

| 2013-2014 シーズン    |                                                        |         |          |          |
| 開催日                | 大会名                                                 | SP      | FS       | 結果     |
| 2014年3月24日 - 30日  | 2014年世界フィギュアスケート選手権（さいたま）         | 7 67.41 | 6 122.03 | 7 189.44 |
| 2014年2月6日 - 22日   | ソチオリンピック（ソチ）                               | 8 69.66 | 6 129.94 | 6 199.60 |
| 2014年1月13日 - 19日  | 2014年ヨーロッパフィギュアスケート選手権（ブダペスト） | 3 71.70 | 3 129.91 | 3 201.61 |
| 2013年12月22日 - 27日 | ロシアフィギュアスケート選手権（ソチ）                 | 2 75.08 | 1 138.94 | 2 214.02 |
| 2013年12月3日 - 8日   | 2013年NRW杯（ドルトムント）                            | 1 63.05 | 1 115.70 | 1 178.75 |
| 2013年11月22日 - 24日 | ISUグランプリシリーズ ロステレコム杯（モスクワ）       | 2 69.72 | 2 131.89 | 2 201.61 |
| 2013年11月15日 - 17日 | ISUグランプリシリーズ エリックボンパール杯（パリ）     | 3 65.67 | 5 114.40 | 4 180.07 |

| 2012-2013 シーズン    |                                                  |         |          |          |
| 開催日                | 大会名                                           | SP      | FS       | 結果     |
| 2013年3月10日 - 17日  | 2013年世界フィギュアスケート選手権（ロンドン）   | 7 61.91 | 6 122.81 | 7 184.72 |
| 2012年12月6日 - 9日   | 2012/2013 ISUグランプリファイナル（ソチ）        | 2 70.14 | 1 131.46 | 2 201.60 |
| 2012年11月23日 - 25日 | ISUグランプリシリーズ NHK杯（利府）              | 1 65.61 | 1 126.41 | 1 192.02 |
| 2012年11月9日 - 11日  | ISUグランプリシリーズ ロステレコム杯（モスクワ） | 2 66.02 | 2 125.06 | 2 191.08 |
| 2012年9月27日 - 29日  | 2012年ネーベルホルン杯（オーベルストドルフ）     | 4 52.43 | -        | 棄権     |

| 2011-2012 シーズン     |                                                            |         |          |          |
| 開催日                 | 大会名                                                     | SP      | FS       | 結果     |
| 2012年4月19日 - 22日   | 2012年世界フィギュアスケート国別対抗戦（東京）             | 2 62.02 | 1 118.68 | 1 180.70 |
| 2012年3月26日 - 4月1日 | 2012年世界フィギュアスケート選手権（ニース）               | 4 65.02 | 7 118.66 | 6 183.68 |
| 2012年1月23日 - 29日   | 2012年ヨーロッパフィギュアスケート選手権（シェフィールド） | 2 66.89 | 2 126.90 | 2 193.79 |
| 2011年12月24日 - 28日  | ロシアフィギュアスケート選手権（サランスク）               | 1 68.83 | 1 126.03 | 1 194.86 |
| 2011年11月18日 - 20日  | ISUグランプリシリーズ エリック・ボンパール杯（パリ）       | 3 59.06 | 2 125.85 | 2 184.91 |
| 2011年10月21日 - 23日  | ISUグランプリシリーズ スケートアメリカ（オンタリオ）       | 3 59.62 | 5 114.32 | 5 173.94 |
| 2011年9月22日 - 24日   | 2011年ネーベルホルン杯（オーベルストドルフ）               | 4 52.50 | 2 112.73 | 2 165.23 |

| 2010-2011 シーズン     |                                                      |         |          |          |
| 開催日                 | 大会名                                               | SP      | FS       | 結果     |
| 2011年4月24日 - 5月1日 | 2011年世界フィギュアスケート選手権（モスクワ）       | 4 64.64 | 5 122.49 | 5 187.13 |
| 2011年1月24日 - 30日   | 2011年ヨーロッパフィギュアスケート選手権（ベルン）   | 3 62.89 | 3 125.35 | 3 188.24 |
| 2010年12月25日 - 29日  | ロシアフィギュアスケート選手権（サランスク）         | 3 67.83 | 3 127.94 | 3 195.77 |
| 2010年12月9日 - 12日   | 2010/2011 ISUグランプリファイナル（北京）            | 3 63.86 | 5 112.94 | 5 176.80 |
| 2010年11月26日 - 28日  | ISUグランプリシリーズ エリック・ボンパール杯（パリ） | 2 64.18 | 2 118.82 | 2 183.00 |
| 2010年10月22日 - 24日  | ISUグランプリシリーズ NHK杯（名古屋）                | 2 60.16 | 2 113.67 | 2 173.83 |
| 2010年9月22日 - 25日   | 2010年ネーベルホルン杯（オーベルストドルフ）         | 1 57.30 | 1 108.00 | 1 165.30 |

| 2009-2010 シーズン    |                                                        |          |           |           |
| 開催日                | 大会名                                                 | SP       | FS        | 結果      |
| 2010年3月22日 - 28日  | 2010年世界フィギュアスケート選手権（トリノ）           | 7 59.78  | 8 112.26  | 8 172.04  |
| 2010年2月12日 - 28日  | バンクーバーオリンピック（バンクーバー）               | 12 56.54 | 11 106.96 | 11 151.83 |
| 2010年1月18日 - 24日  | 2010年ヨーロッパフィギュアスケート選手権（タリン）     | 5 55.84  | 6 104.00  | 5 163.50  |
| 2009年12月25日 - 26日 | ロシアフィギュアスケート選手権（サンクトペテルブルク） | 3 62.26  | 3 116.39  | 3 178.65  |
| 2009年10月22日 - 25日 | ISUグランプリシリーズ ロステレコム杯（モスクワ）       | 4 54.42  | 3 101.86  | 4 156.28  |

| 2007-2008 シーズン    |                                                                |         |          |          |
| 開催日                | 大会名                                                         | SP      | FS       | 結果     |
| 2008年1月3日 - 7日    | ロシアフィギュアスケート選手権（サンクトペテルブルク）         | 3 57.47 | 6 91.26  | 6 148.73 |
| 2007年12月6日 - 9日   | 2007/2008 ISUジュニアグランプリファイナル（グダニスク）        | 1 58.45 | 1 98.90  | 失格     |
| 2007年10月25日 - 28日 | ISUグランプリシリーズ スケートアメリカ（レディング）           | 3 56.76 | 3 102.82 | 3 159.58 |
| 2007年10月18日 - 21日 | ISUジュニアグランプリ ジョン・カリー記念（シェフィールド）     | 1 51.85 | 1 87.47  | 1 139.32 |
| 2007年10月10日 - 14日 | ISUジュニアグランプリ ブラオエン・シュベルター杯（ケムニッツ） | 1 51.33 | 2 77.46  | 2 128.79 |

| 2006-2007 シーズン      |                                                                  |         |         |          |
| 開催日                  | 大会名                                                           | SP      | FS      | 結果     |
| 2007年2月26日 - 3月4日  | 2007年世界ジュニアフィギュアスケート選手権（オーベルストドルフ） | 2 55.06 | 3 92.25 | 2 147.31 |
| 2007年1月4日 - 7日      | ロシアフィギュアスケート選手権（モスクワ）                       | 7 48.92 | 8 88.61 | 7 137.53 |
| 2006年12月7日 - 10日    | 2006/3007 ISUジュニアグランプリファイナル（ソフィア）            | 4 47.37 | 8 77.79 | 7 125.16 |
| 2006年10月12日 - 15日   | ISUジュニアグランプリ 台湾杯（台北）                             | 1 48.95 | 2 86.83 | 2 135.78 |
| 2006年9月28日 - 10月1日 | ISUジュニアグランプリ スピンオブノルウェー（オスロ）             | 6 40.97 | 3 75.49 | 4 116.46 |

## プログラム使用曲
| シーズン  | SP | FS | EX                                                                               |
| --------- | --- | --- | -------------------------------------------------------------------------------- |
| 2016-2017 | Maybe I Maybe You 曲：スコーピオンズ | ロミオとジュリエット |                                                                                  |
| 2015-2016 | 夜想曲第2番 作曲：フレデリック・ショパン | オー!ダーリン カム・トゥゲザー ビコーズ バースデイ 曲：ビートルズ |                                                                                  |
| 2014-2015 | マイ・ウェイ 作曲：クロード・フランソワ 振付：マキシム・マリニン | アディオス・ノニーノ 作曲：アストル・ピアソラ 振付：エレーナ・マスレニコフ、イリヤ・アベルブフ                                                                       | アルビノーニのアダージョ 作曲：レモ・ジャゾット ボーカル：ララ・ファビアン       |
| 2013-2014 | テーマ：古びた写真 映画『ライフ・イズ・ビューティフル』サウンドトラックより 作曲：ニコラ・ピオヴァーニ ティティナ 映画『モダン・タイムス』サウンドトラックより 演奏：スタンリー・ブラック Paris By Night 作曲：ボブ・サンクラー | だったん人の踊り 歌劇『イーゴリ公』より 作曲：アレクサンドル・ボロディン                                                                                             | 歌劇『トスカ』より 作曲：ジャコモ・プッチーニ 編曲：マキシム・ロドリゲス         |
| 2012-2013 | 愛の夢 作曲：フランツ・リスト 振付：タチアナ・タラソワ | バレエ『スパルタクス』より 作曲：アラム・ハチャトゥリアン 振付：イーゴリ・シュピリバンド、マリナ・ズエワ                                                             | Remember 映画『トロイ』より ボーカル：ジョシュ・グローバン、ターニャ・カロフスカ |
| 2011-2012 | 歌劇『トスカ』より 作曲：ジャコモ・プッチーニ 編曲：マキシム・ロドリゲス | 映画『ドクトル・ジバゴ』より 作曲：モーリス・ジャール | Remember 映画『トロイ』より ボーカル：ジョシュ・グローバン、ターニャ・カロフスカ |
| 2010-2011 | アダージョ 作曲：シークレット・ガーデン | 映画『仮面の男』より 作曲：ニック・グレニー＝スミス | Remember 映画『トロイ』より ボーカル：ジョシュ・グローバン、ターニャ・カロフスカ |
| 2009-2010 | sadness 作曲：イーゴリ・カメンスキー | 映画『セブン・イヤーズ・イン・チベット』サウンドトラックより 作曲：ジョン・ウィリアムズ 映画『Tale of Wandering』サウンドトラックより 作曲：アルフレート・シュニトケ | Remember 映画『トロイ』より ボーカル：ジョシュ・グローバン、ターニャ・カロフスカ |
| 2008-2009 | 映画『アルティメットウェポン』より 作曲：アレクセイ・シェリギン | 映画『エラゴン』より 作曲：パトリック・ドイル |                                                                                  |
| 2007-2008 | 映画『ある愛の詩』より 作曲：フランシス・レイ | 映画『アメリ』より 作曲：ヤン・ティルセン |                                                                                  |